# Río Molinar (afluente del Ebro)
El río Molinar es un curso de agua del norte de la península ibérica, afluente del Ebro. Discurre por la provincia española de Burgos.

## Descripción
Discurre por la provincia de Burgos. El río, con poco caudal y longitud, termina desembocando en el Ebro cerca de la localidad de Frías. Aparece descrito en el undécimo volumen del Diccionario geográfico-estadístico-histórico de España y sus posesiones de Ultramar de Pascual Madoz de la siguiente manera:

MOLINAR: r. en la prov. de Burgos, part. jud. de Briviesca: nace en el térm. de la c. de Frias, y á corto trecho de esta, se confunde con el Ebro: es poco caudaloso y sus aguas dan impulso á un molino de una sola rueda; cria pesca de truchas, barbos y anguilas, y tiene sobre él un puente de madera.
(Madoz, 1848, p. 466)

Pertenece a la cuenca hidrográfica del Ebro y sus aguas acaban vertidas en el mar Mediterráneo. 